# Prostor (fyzika)

Pravoúhlý trojrozměrný kartézský souřadný systém používaný k označení směrů v prostoru.

Prostor je nekonečný trojrozměrný útvar, ve kterém mají tělesa a události relativní polohu a směr. Fyzický prostor je často koncipován ve třech lineárních dimenzích, ačkoliv moderní fyzika ho obvykle považuje za časově neomezené čtyřrozměrné kontinuum známé jako časoprostor. Koncept prostoru je považován za zásadní pro pochopení reálného vesmíru. Nicméně mezi filozofy přetrvává nesoulad zda je sám entitou, vztahem mezi entitami, nebo částí koncepčního rámce.
Debaty o povaze, podstatě a způsobu existence vesmíru se datují do starověku; jmenovitě k pojednáním jako Platonův Timaeus, nebo k Sókratovi v jeho úvahách, co Řekové nazývali khôra (tj. „prostor“), nebo v Aristotelově Fyzice (kniha IV, Delta) v definici topos (tj. místo), nebo v pozdější „geometrické koncepci místa“ jako „prostor qua rozšíření“ v Diskurze o místě (Qawl fi al-Makan) arabské polymatematika z 11. století Alhazena. O mnoha z těchto klasických filozofických otázek se diskutovalo v renesanci a pak znovu formulováno v 17. století. Zvláště během raného vývoje klasické mechaniky. V pohledu Isaaka Newtona byl prostor absolutní - v pocitu, že existuje trvale a nezávisle na tom zda se v něm nachází nějaká substance. Jiní přírodní filozofové, zejména Gottfried Leibniz, místo toho uvažovali, že prostor je ve skutečnosti sbírka vztahů mezi objekty, daná jejich vzdáleností a směrem od sebe navzájem. V 18. století filozof a teolog George Berkeley se pokoušel vyvrátit „viditelnost prostorové hloubky“ ve své Eseji k nové teorii vidění. Metafyzika Immanuel Kant později napsal, že pojmy vesmíru a času nejsou empirické, odvozené ze zkušeností vnějšího světa - jsou to prvky již daného systematického rámce, který lidé mají a používají ke strukturování všech zkušeností. Kant odkazoval na zážitek „prostoru“ v jeho Kritice čistého rozumu jako subjektivní „čisté apriorní formy intuice“.
V 19. a 20. století začali matematici zkoumat neeuklidovské geometrie, ve kterých je prostor koncipován jako zakřivený, spíše než plochý. Podle obecné teorie relativity Alberta Einsteina se prostor kolem gravitačních polí odchyluje od euklidovského prostoru. Experimentální testy obecné teorie relativity potvrdily, že neeuklidovské geometrie poskytují lepší model tvaru prostoru.

## Matematika
V moderní matematice jsou prostory definovány jako množiny s nějakou přidanou strukturou. Často jsou popisovány jako různé druhy variet, kde se prostory, které místně přibližují se k Euklidovskému prostoru, a kde vlastnosti jsou definovány široce na místní spojitosti bodů, které leží na varietě. Existuje mnoho různých matematických objektů, které se nazývají prostory. Například vektorové prostory jako funkční prostory mohou mít nekonečný počet nezávislých dimenzí a pojem vzdálenosti je velmi odlišný od euklidovského prostoru a topologické prostory nahrazují pojem vzdálenosti abstraktnější představou o blízkosti.

## Fyzika
Prostor je jednou z mála základních fyzikálních veličin, což znamená, že ho nelze definovat jinými veličinami, protože v současné době není známo nic základnějšího. Na druhé straně může souviset s jinými základními veličinami. Podobně jako u jiných základních veličin (jako je čas a hmotnost) může být prostor měřen a experimentován.
Dnes je náš trojrozměrný prostor vnímán jako vložený ve čtyřrozměrném časoprostoru nazývaném Minkowského prostor (viz speciální teorie relativity). Ideou časoprostoru je, že čas je hyperbolicko-kolmý ke každé ze tří prostorových dimenzí.